# ほおずきの唄
『ほおずきの唄』（ほおずきのうた）は、日本テレビ系列のグランド劇場（毎週土曜日21:00 - 21:55）の枠で、1975年（昭和50年）4月5日から同年9月27日まで放送されていたテレビドラマ。全26話。

## 概要
東京の下町にある、剣道道場「塚原道場」を営む塚原家を舞台の中心とし、明治生まれの道場主・正作とその家族に、正作の愛人の娘で他の兄弟姉妹とは血のつながらない夕子、刑務所を出所してその後料亭「江島」で働く礼二、その他町の人々などの絡みを通じて、高齢者、中年、若者の三世代の交流、対立などを明るく描いたホームドラマ。

## キャスト
- 吉川夕子：島田陽子
- 高倉礼二：近藤正臣
- 塚原正作：三代目中村翫右衛門（第3話まで）[2]→ 田崎潤（第4話から）
- 塚原藤子：結城美栄子
- 塚原桃子：原田美枝子
- 塚原松夫：宍戸錠
- 塚原杏太：小倉一郎
- 塚原竹吉：山田吾一 - 料亭「江島」の主人
- 塚原朝：大山のぶ代 - 竹吉の妻
- 五郎：おりも政夫 - 「江島」の板前
- 青柳勘兵衛：水谷豊
- ぼたん：浜木綿子 - 松夫の元妻
- 西山めぐみ：井原千寿子
- 西山剛造：小松方正 - めぐみの父
- 加代：新橋耐子
- 良平：清水章吾 - ぼたんの弟
- 千春：小谷真貴子 - 良平の娘
- 永井菊：浅香光代 - 「玄海亭」のおかみ
- 小染：奈美悦子 - 芸者、ぼたんの妹分
- 雄一：森本レオ
- 早苗：森田日記

## スタッフ
- 脚本：安倍徹郎、大藪郁子、長野洋、窪田篤人
- 演出：田中知己、河野和平、佐光千尋
- 制作：日本テレビ

## 主題歌
クラフト「僕にまかせてください」（作詞・作曲：さだまさし）

## サブタイトル
| 各話   | 放送日        | サブタイトル       | 脚本     | 演出     |
| ------ | ------------- | ------------------ | -------- | -------- |
| 第1話  | 1975年4月5日  | あの子はだあれ     | 安倍徹郎 | 田中知己 |
| 第2話  | 1975年4月12日 | うちの子よその子   | 大藪郁子 | 田中知己 |
| 第3話  | 1975年4月19日 | 二人ぼっち         | 長野洋   | 河野和平 |
| 第4話  | 1975年4月26日 | 夕子の願い         | 窪田篤人 | 河野和平 |
| 第5話  | 1975年5月3日  | 雨ふりお月さん     | 安倍徹郎 | 佐光千尋 |
| 第6話  | 1975年5月10日 | 祭りの夜の夕子     | 窪田篤人 | 佐光千尋 |
| 第7話  | 1975年5月17日 | ぼたんの縁談       | 窪田篤人 | 田中知己 |
| 第8話  | 1975年5月24日 | 南から来た男       | 長野洋   | 河野和平 |
| 第9話  | 1975年5月31日 | はじめての家出     | 窪田篤人 | 佐光千尋 |
| 第10話 | 1975年6月7日  | あにいもうと       | 安倍徹郎 | 田中知己 |
| 第11話 | 1975年6月14日 | 女ふたり           | 窪田篤人 | 河野和平 |
| 第12話 | 1975年6月21日 | 三人目の母         | 安倍徹郎 | 河野和平 |
| 第13話 | 1975年6月28日 | 予期せぬ出来ごと   | 窪田篤人 | 河野和平 |
| 第14話 | 1975年7月5日  | ほおずき市の夕子   | 窪田篤人 | 田中知己 |
| 第15話 | 1975年7月12日 | 再出発             | 窪田篤人 | 田中知己 |
| 第16話 | 1975年7月19日 | 女将さん登場       | 安倍徹郎 | 佐光千尋 |
| 第17話 | 1975年7月26日 | やっかいな妹       | 窪田篤人 | 佐光千尋 |
| 第18話 | 1975年8月2日  | ライバル登場       | 窪田篤人 | 田中知己 |
| 第19話 | 1975年8月9日  | 返事を下さい       | 窪田篤人 | 河野和平 |
| 第20話 | 1975年8月16日 | 母の三回忌         | 安倍徹郎 | 河野和平 |
| 第21話 | 1975年8月23日 | くちづけ           | 窪田篤人 | 河野和平 |
| 第22話 | 1975年8月30日 | 夢の三十億円       | 窪田篤人 | 佐光千尋 |
| 第23話 | 1975年9月6日  | さよならチーちゃん | 窪田篤人 | 佐光千尋 |
| 第24話 | 1975年9月13日 | 二つの友情         | 安倍徹郎 | 田中知己 |
| 第25話 | 1975年9月20日 | 裏切り             | 安倍徹郎 | 河野和平 |
| 最終話 | 1975年9月27日 | 出発               | 安倍徹郎 | 河野和平 |